# Viktor Nikiforov
Viktor Vasiljevič Nikiforov, ruski hokejist, * 4. december 1931, Moskva, Rusija, † 3. april 1989.
Nikiforov je v sovjetski ligi igral za klube Spartak Moskva, Dinamo Moskva in CSKA Moskva, na 121-ih prvenstvenih tekmah je dosegel 75 golov. Za sovjetsko reprezentanco je nastopil na enih olimpijskih igrah, na katerih je osvojil zlato medaljo. Za reprezentanco je nastopil na devetih tekmah, na katerih je dosegel štiri gole.

## Pregled kariere
Odebeljeno - reprezentančni nastopi, glej tudi Statistika pri hokeju na ledu.
| Moštvo          | Liga            | Sezona |    | Redni del | Redni del | Redni del | Redni del | Redni del | Redni del |   | Končnica | Končnica | Končnica | Končnica | Končnica | Končnica |
| --------------- | --------------- | ------ | -- | --------- | --------- | --------- | --------- | --------- | --------- | - | -------- | -------- | -------- | -------- | -------- | -------- |
| Moštvo          | Liga            | Sezona | OT | G         | P         | T         | +/-       | KM        | OT        | G | P        | T        | +/-      | KM       |          |          |
| Sovjetska zveza | Olimpijske igre | 56     |    | 1         | 0         |           | 0         |           |           |   |          |          |          |          |          |          |
| Skupaj          |                 |        |    | 1         | 0         |           | 0         |           |           |   |          |          |          |          |          |          |